# Messe Bozen

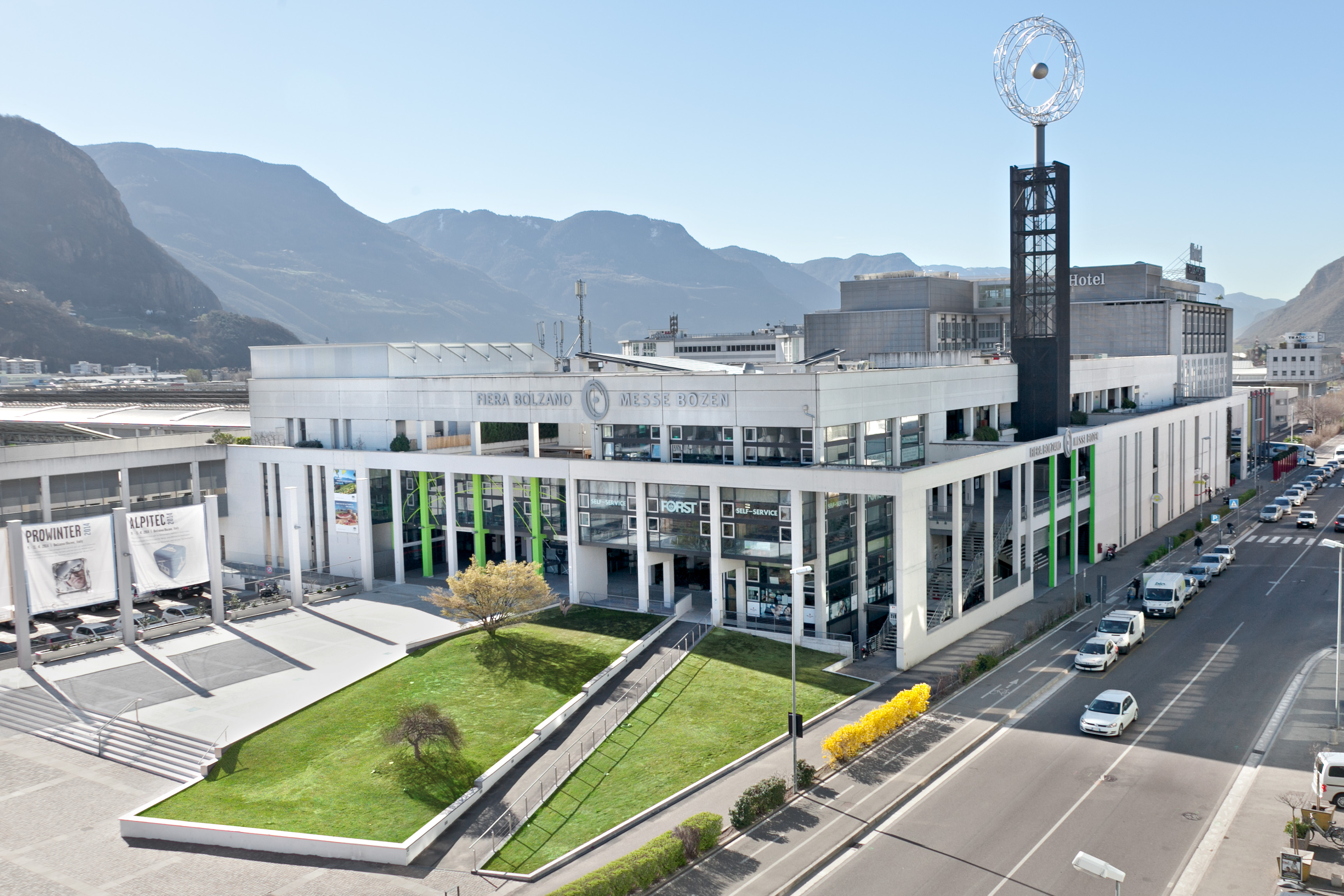
Messegebäude

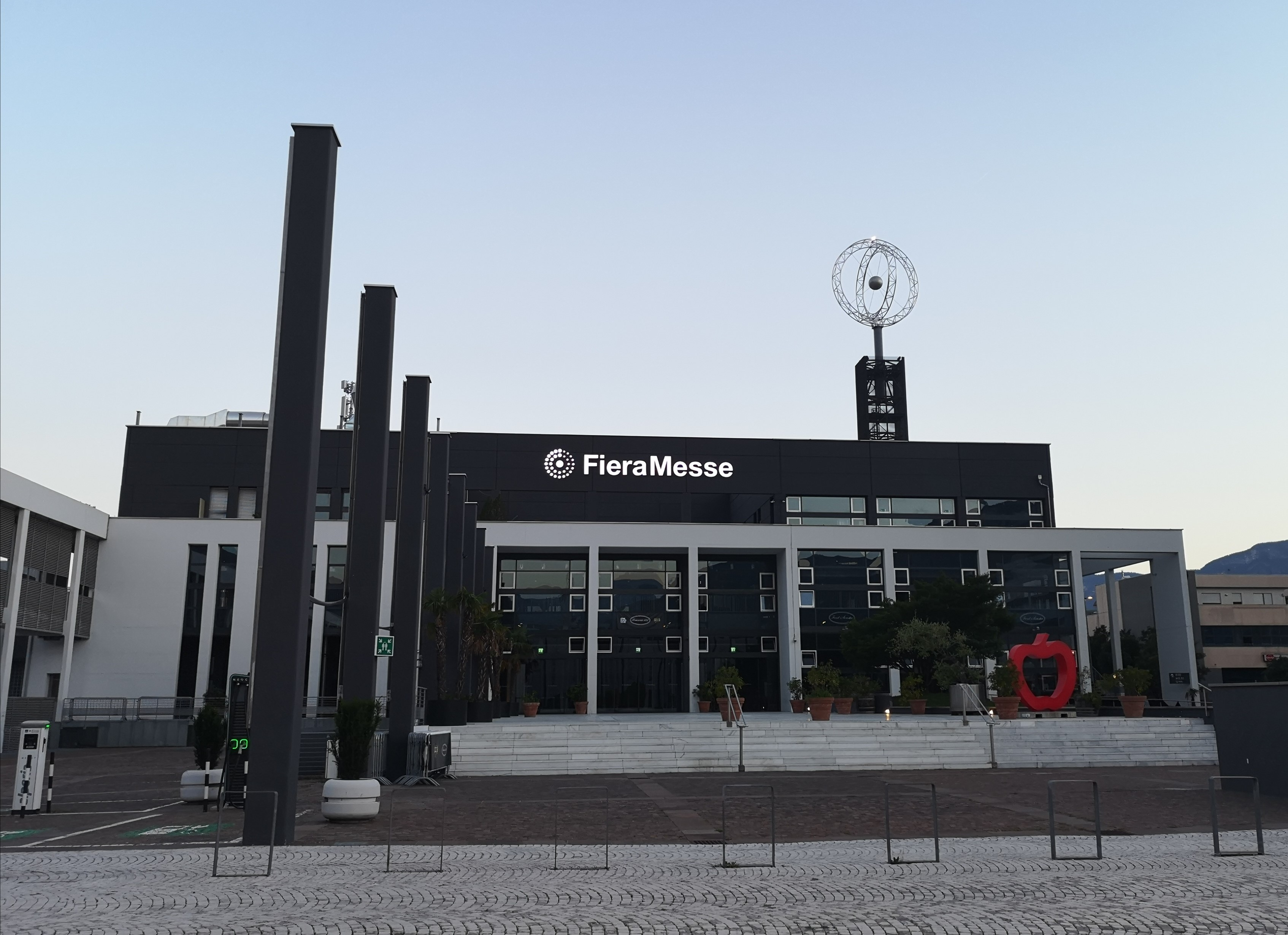
Eingangsseite

Die Messe Bozen (italienisch Fiera Bolzano) ist eine überregionale Wirtschaftsmesse, die ihren Sitz in der Südtiroler Landeshauptstadt, genauer im Industriegebiet Bozen hat. Sie versteht sich für den gesamten europäischen Alpenbogen als bedeutendste Kontaktbörse zwischen Unternehmen aus dem deutschsprachigen Raum und Italien.
Die Messen und Kongresse konzentrieren sich auf alpenländische Wirtschaftsthemen. Messe Bozen greift bei den Entwicklungsstrategien auf ausgeprägte Kompetenzfelder aus der Region Trentino-Südtirol zurück. Die Schwerpunktthemen Freizeit, Landwirtschaft, Gastronomie, Tourismus, Bildung und spezielle alpenländische Industriethemen ziehen mittlerweile jährlich über 3.000 Aussteller und 230.000 Besucher aus ganz Europa an.

## Geschichte

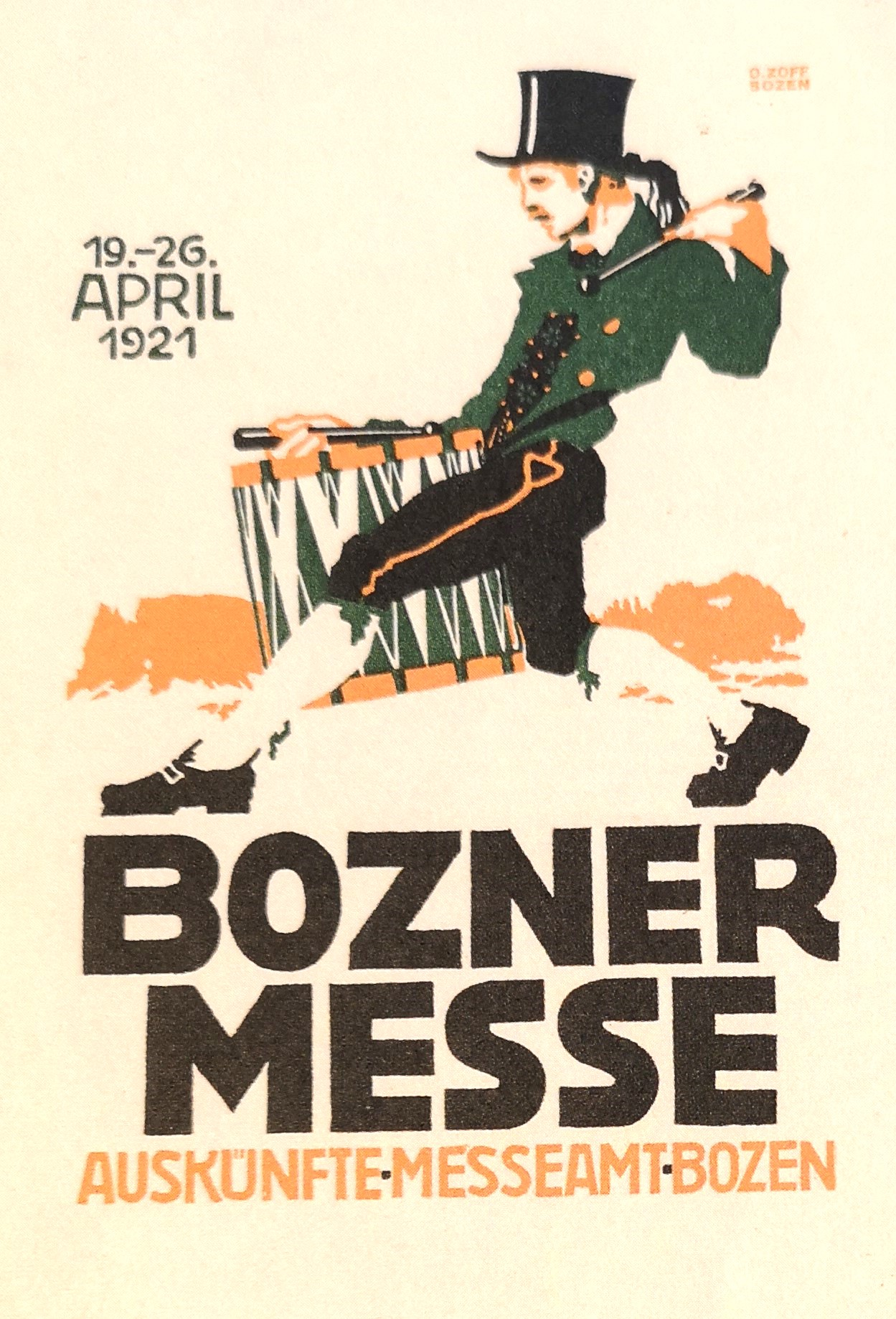
Plakat der Bozner Frühjahrsmesse 1921 (von Otto Zoff)

Die großen Jahrmärkte, die seit dem Mittelalter den Ruf Bozens als Schnittpunkt zwischen den Handelszentren Venedig und Augsburg begründeten, gelten als Vorläufer der Messe Bozen. Erstmals um 1450 wurden diese Jahrmärkte als „Messe“ bezeichnet. Von 1635 bis 1851 bestand in Bozen ein eigener Merkantilmagistrat, der zu Messezeiten als Handelsgericht agierte und hernach in seiner Funktion von einer Handelskammer abgelöst wurde.
Ein weiterer Vorläufer der Messe Bozen war die Bozner Frühjahrsmesse, die 1921 abgehalten wurde und zu den Ereignissen des Bozner Blutsonntags führten.

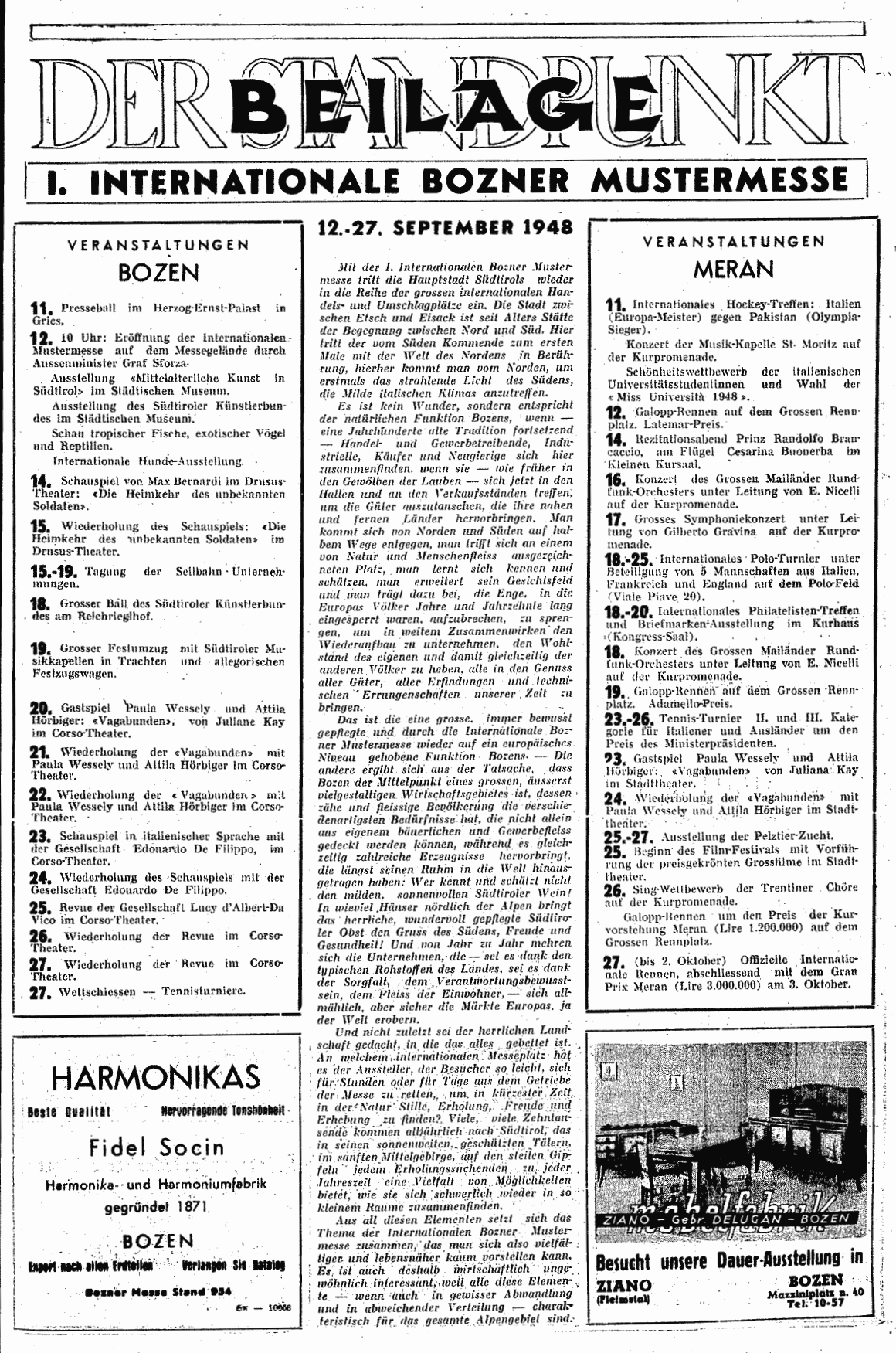
Programm der Ersten Bozner Mustermesse, September 1948, abgedruckt in Der Standpunkt

Am 12. September 1948 wurde die erste moderne Messe, die sog. Mustermesse (heute Herbstmesse), abgehalten. Das damalige Symbol der Messe, ein Enzian mit verschiedenen Nationalfahnen als Blütenblätter, stand für die internationale Ausrichtung der Messe Bozen. Die ersten Mustermessen fanden am Gerichtsplatz statt, der aber bald zu klein wurde. Daher wurde 1951 das Messegelände in der Romstraße rund um die frühere Eishalle (Stadtviertel Europa-Neustift, heutiger Zillerplatz) erworben und im September 1952 bezogen.
In den 1970ern wurden verschiedene Spezialmessen eingerichtet, den Anfang machte die im Zwei-Jahres-Rhythmus veranstaltete Alpenländische Landwirtschaftsschau (heute AgriAlp). 1998 zog die Messe an ihren heutigen Sitz, dort stehen 25.000 m² in der Mehrzweckhalle und 15.000 m² Freifläche zur Verfügung. Seit ihrer Gründung eine autonome Körperschaft öffentlichen Rechts, konstituierte sich die Messe Anfang 2003 als Aktiengesellschaft, deren Hauptaktionär die Autonome Provinz Bozen (62 %) ist; weitere Aktionäre sind die Region Trentino-Südtirol (21 %), die Handelskammer Bozen (4 %), die Stadtgemeinde Bozen (5 %), der Hotel- und Gastgewerbeverband (HGV), der Landesverband der Handwerker (LVH) und der Handels- und Dienstleistungsverband Südtirol (hds).

## Messen

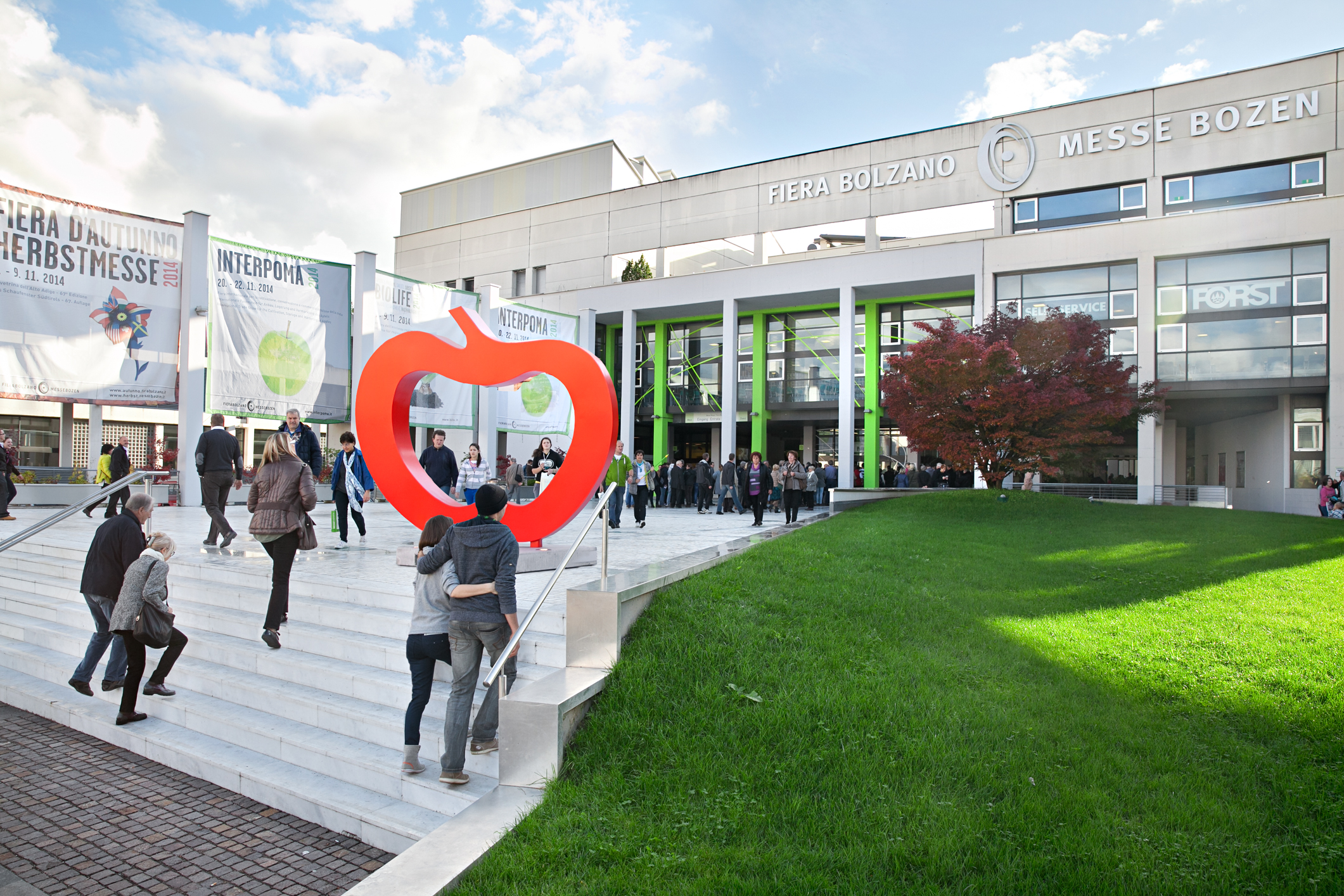
Messebesucher

- Herbstmesse
- Freizeitmesse
- Arredo
- Kreativ
- Klimahouse
- Klimaenergy
- Klimamobility
- Klimainfisso
- Prowinter
- Forum Alpitec
- Prowinter China
- Hotel
- Autochtona
- Interpoma
- Agrialp
- Agridirect
- Biolife
- Nutrisan
- Civil Protect

## Angeschlossene Gebäude
Die Konferenzräume der Messehotels Four Points by Sheraton sind von der Messe aus erreichbar.

## Erreichbarkeit
Im Jahre 1998 wurde für die Messe der Messebahnhof Bozen Süd auf der Bahnstrecke Bozen–Meran eröffnet (die kleine Haltestelle Bozen Süd südlich davon wurde geschlossen), welcher einen barrierefreien Zugang ermöglicht. Die beiden Parkplätze der Messe verfügen über insgesamt 1.300 Stellplätze. Die Städtischen Autobuslinien 10B und 10A (Kreislinien in beiden Richtungen) fahren die Messe am Tag mindestens im 15-Minuten-Takt an. Die Linie 6 fährt die Messe werktags mindestens im Halb-Stunden-Takt an. Die Messe ist auch an das Radwegenetz der Stadt Bozen angeschlossen.